# مراجعة لبنان
مراجعة لبنان (بالفرنسية: La Revue du Liban) هي مجلة لبنانية أسبوعية طويلة الأمد تصدر باللغة الفرنسية وتُنشر في بيروت، كانت موجودة بين عامي 1928 و2011.

## التاريخ والتعريف
تأسست المجلة عام 1928. وتم شراؤها من قبل دار ألف ليلة وليلة للنشر والتي كانت تصدر أيضًا صحيفتي البيرق والأحداث اللبنانيتين الصادرتين باللغة العربية. كانت الشركة مملوكة لملحم كرم الذي شغل أيضاً منصب رئيس تحرير مجلة مراجعة لبنان. توقفت النسخة المطبوعة من المجلة مع انهيار الشركة الإعلامية في عام 2011  استمرت المجلة في إصدارها عبر الإنترنت قبل توقفها تمامًا.

## أسباب التوقف
في الواقع، قررت إدارة المجلة وقف إصدار المجلة الأسبوعية الموجودة في السوق اللبنانية منذ... عام 1928.
ومن الواضح أن أسباب هذا التوقف هي أسباب مالية. "لبنان ريفيو" هي جزء من المجموعة الصحفية التي يرأسها نقيب الصحفيين السابق المرحوم ملحم كرم، والتي ضمت صحيفة البيرق اليومية الناطقة بالعربية ومجلة الأحداث الدورية (الصادرة باللغة العربية). وصباح الاثنين (الصادرة باللغة الإنجليزية).
وبعد وفاة ملحم كرم، دافع اثنان من ورثته، ابنته وأحد أبنائه، عن وقف نشر هذه العناوين الأربعة بسبب العبء المالي الكبير الذي تطلبه هذا النشر. وكان ساير، الابن الثاني لملحم كرم، قد أبدى تحفظات جدية على هذا الإجراء.
في البداية، توقفت "بيرق" و"حواس" و"مونداي مورنينج" عن النشر. بالأمس، جاء دور La Revue du Liban للانسحاب، لتطوي بذلك صفحة صغيرة في تاريخ الصحافة الناطقة بالفرنسية في لبنان. وقد حظيت مجلة لبنان بتقدير جزء من القراء، لا سيما بسبب ما تناولته من قضايا اجتماعية، إلى جانب المعلومات المتعلقة بالحياة الاجتماعية للبنانيين.
وكان نحو مائة صحفي وموظف في هذه المجموعة الصحفية، قد اعتصموا، أمام مقر نقابة الصحفيين في الأشرفية، تنديداً بقرار الإغلاق هذا.